# Libnotes (Goniodineura) nigriceps
Libnotes (Goniodineura) nigriceps is een tweevleugelige uit de familie steltmuggen (Limoniidae). De soort komt voor in het Oriëntaals gebied.